# 鍋島茂和
鍋島 茂和（なべしま しげかず）は、江戸時代前期の武将。肥前国佐賀藩士。武雄鍋島家3代当主。22代佐賀藩自治領武雄領主。文献の中では鍋島能登の名で呼ばれる事が多い。

## 生涯
慶長10年（1605年）、21代武雄領主・鍋島茂綱の子として誕生。正室は諫早直孝娘、室に鍋島元延娘。
寛永14年（1637年）、父・茂綱と共に島原の乱の鎮圧に出陣する。
家督相続時期は明らかではないが、慶安5年（1652年）に集大成された「鳥ノ子御帳」によれば、多久茂辰、諫早茂真と共に佐賀藩の請役（藩務を総理する執政職）に任じられており、この頃までには家督を相続していたものと考えられる。
なお、正保3年（1646年）、一子・茂紀が誕生したため居所塚崎館の東北方向にあたる柏岳の麓に彦山三所権現を勧請したと伝わっている。しかし、生母が正室（諫早直孝の娘）の御供の女中であったため、茂紀は密かに諫早で養育され、承応元年（1652年）に武雄に呼び戻している。その後、寛文2年（1662年）に家督を茂紀に譲り隠居している。
寛文4年（1664年）、死去。